# Cabeço da Cruz (Lajes do Pico)
O Cabeço da Cruz é uma elevação portuguesa localizada no concelho da Madalena, ilha do Pico, arquipélago dos Açores.
Este acidente geológico tem o seu ponto mais elevado a 939 metros de altitude acima do nível do mar. Nas imediações desta formação encontra-se a Lagoa Seca, a formação montanhosa dos Grotões, e do Cabeço da Rocha.